# Czeskie Budziejowice 4
Czeskie Budziejowice 4 (czeski: České Budějovice 4) – część gminy i obszaru katastralnego w Czeskich Budziejowicach. Zajmuje powierzchnię 6,25 km². Na zachodzie graniczy z torami kolejowymi, na północ z Rudolfovským potokiem, na wschodzie graniczy z gminami Úsilné, Hůry, Vráto i Rudolfov oraz na południu z ulicą Vrbenská. Na obszarze jest zarejestrowanych 36 ulic i 595 adresów.